# Kristeligt Dagblad
Kristeligt Dagblad er en landækkende dansk avis, der har et oplag på ca. 32.000 mandag til lørdag. Fredag og lørdag er oplaget på mere end 40.000.[kilde mangler] Avisen læses ugentligt af omkring 220.000 danskere, og avisens net-tjenester har mere end 1.100.000 månedlige besøg. Avisens ansvarshavende chefredaktør har siden 1. juni 2022 været Jeppe Duvå, der udgør avisens ledelse sammen med chefredaktør Karin Dahl Hansen og administrerende direktør Hans-Christian Kock.  Avisens ansvarshavende chefredaktør fra 1994 til 2022 var Erik Bjerager, der tillige fra 1995 var administrerende direktør. Den 31. maj 2022 fratrådte Erik Bjerager sine stillinger på Kristeligt Dagblad efter 28 år. 

## Stiftelse og grundlag
Avisen udkom første gang i 1896 og opstod som et initiativ fra den lutherske vækkelsesbevægelse Indre Mission for at modvirke tidens politiske radikalisering og ateisme, idet man mente, at hovedstadspressen – og herunder ikke mindst Politiken – havde udviklet en kristendomfjendsk linje. Ifølge vedtægterne skal avisen udgives "på evangelisk-luthersk grund og med økumenisk åbenhed orientere om religiøse begivenheder i ind- og udland”, ligesom den skal være ”ledet og skrevet i en kristen ånd” og virke for ”fastholdelse og udbygning af de kristne grundværdier på alle livets områder og modvirke eventuelle tendenser i samfundet, som søger at begrænse eller nedbryde disse værdier.” Med tiden er forbindelse til Indre Mission blevet løsnet, og avisen favner i dag mange forskellige kirkelige retninger.[kilde mangler]

## Historie
I 1995 var avisen ved at gå konkurs efter en lang årrække med millionunderskud. Avisens ledelse gennemførte med succes en økonomisk rekonstruktion ved at rejse ny aktiekapital. Berlingske Media købte en betydelig aktiepost (22%), som siden blev solgt til Chr. Augustinus Fabrikker og Kristeligt Dagblad. De største aktieposter ejes i dag (2013) af Kristeligt Dagblads Fond og Chr. Augustinus Fabrikker, der til sammen har mere end 50 procent af aktierne, mens knap 3.000 mindre aktionærer besidder de resterende aktier.[kilde mangler]
En stærk satsning på stofområderne tro, etik og eksistens og en stærk markedsføringsstrategi har siden midten af 1990'erne været medvirkende til, at Kristeligt Dagblad i perioden 1995-2017 blev Danmarks hurtigst voksende betalte avis.

## Læsertal

### Udvalgte år i 2010'erne
I 2. halvår 2016 havde avisen 106.000 læsere.
I 2. halvår 2018 havde Kristeligt Dagblad 109.000 læsere.
I helåret 2019 havde Kristeligt Dagblad 216.000 ugentlige læsere.

### Udvalgte år i 2020'erne
I helåret 2020 havde Kristeligt Dagblad 204.000 ugentlige læsere.
I helåret 2021 havde Kristeligt Dagblad 208.000 ugentlige læsere. 

## Chefredaktører
- 1896: C.B. Kjær, N.Th. Jerne og Harald Jensen (senere Harald Kent) i fællesskab.
- 1897: N.Th. Jerne og Harald Kent
- 1898-1904: Peter Christian Dyekjær
- 1904-1913: H.I.F.C. Matthiesen
- 1913-1914: Johannes Vibe-Petersen
- 1914-1932: Ernst Kjærgaard
- 1932-1936: Edvard Pedersen (en tid sammen med Christian Holt)
- 1936-1941: Gunnar Helweg-Larsen
- 1939-1941: Povl Helweg-Larsen, titulær chef, reelt kirkelig redaktør
- 1942-1945: J.Th. Thomsen
- 1945-1959: Edvard Pedersen
- 1959-1971: Bent A. Koch
- 1971-1994: Gunnar Rytgaard
- 1994-2022: Erik Bjerager[4]
- 2022-: Jeppe Duvå[13]

## Øvrige aktiviteter
Kristeligt Dagblads øvrige aktiviteter omfatter bl.a. Kristeligt Dagblads Forlag og en fordelsklub for avisens abonnenter. Kristeligt Dagblad uddeler også en række priser, der uddeles årligt. 
Kristeligt Dagblad driver en længere række gratis websites bl.a. www.religion.dk og www.kristendom.dk.

### Priser
- Kristeligt Dagblads Pris
- Kristeligt Dagblads Initiativpris

### Webtjenester
- k.dk
- etik.dk
- religion.dk
- kristendom.dk
- kirke.dk
- pilgrimsvandring.dk
- foredragslisten.dk
- bogbasen.dk